# رینو، چشر شرقی
رینبو (به انگلیسی: Rainow) یک روستا و محله مدنی در بریتانیا است که در چشر شرقی واقع شده‌است. رینبو ۲٬۵۰۵ نفر جمعیت دارد.